# Joseph von Saintignon

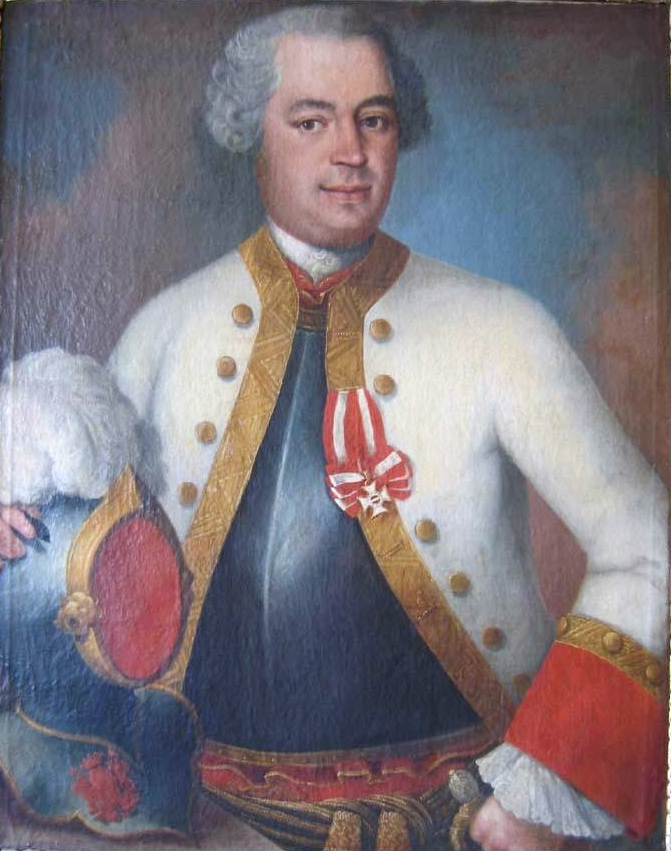
Johann Anton Joseph von Saintignon (1716–1779)

Johann Anton Joseph Graf von Saintignon  (* 1716 in Puxe; † 9. Mai 1779 ebenda) war k. k. Feldmarschallleutnant und Ritter des Maria-Theresia-Ordens. Ferner war er Seigneur de Puxe, Jeandelize, Brainville, Goviaut und auch k.k. Kämmerer sowie wirklicher Geheimer Rat.

## Leben

### Herkunft
Seine Eltern waren der Graf Anselm von Saintignon (1682–1764) und dessen Ehefrau Gabrielle, geborene de Gourdon (1688–1759).

### Militärkarriere
Saintignon ging 1733 wie später auch sein Vetter Johann in österreichische Dienste. Am Beginn des Österreichischen Erbfolgekrieges war er Rittmeister im Kürassier-Regiment Nr. 5. Am Ende des Krieges war er zum Oberstleutnant und Generaladjutanten aufgestiegen.
Bei Beginn des Siebenjährigen Krieges wurde er im Januar 1757 als Oberst in das Dragoner-Regiment (Württemberg) versetzt. Er zeichnete sich besonders in der Schlacht bei Kolin aus, wofür er am  7. März 1758 einen der ersten Maria-Theresia-Orden (Kleinkreuz) erhielt. Fast zwei Stunden musste das Regiment im Feuer der Preußen ausharren, als es ihm Gelang, durch geschickte Verlagerung der Kräfte in eine vorteilhafte Position zu kommen. Als nun zwei österreichische Grenadier-Kompanien angriffen, stürmte auch Saintignon voran. So konnten zwei preußische Grenadier-Bataillone geschlagen werden.
Saintignon wurde am 6. Mai 1758 zum Generalfeldwachtmeister befördert und zeichnete sich auch weiter aus. 1759 wurde er Inhaber des Dragoner-Regiment Nr. 9 (Wertheim).
Nach dem Krieg wurde er noch am 5. Mai 1764 zum Feldmarschallleutnant ernannt und zog sich auf seine Güter zurück, wo er 1779 starb.

### Familie
Der Graf heiratete am 19. März 1749 die Gräfin Maria Apollonia von Saintignon,Tochter von Joseph Nicolas de Saintignon, (seigneur de Puxe). Das Paar hatte mehrere Kinder, darunter:
- Marie-Gabrielle Charlotte (* 1749)
- Charles Joseph (1751–1810)
- Maria Theresia Josephine (* 1760) ⚭ 1776 Jacques Marquis de Venoix et de Millabourg[7]
- Joseph Pierre (1764–1764)